# Pandan (Slogohimo)
Pandan is een bestuurslaag in het regentschap Wonogiri van de provincie Midden-Java, Indonesië. Pandan telt 2700 inwoners (volkstelling 2010).